# Split (film 2016 Shyamalan)
Split è un film del 2016 diretto da M. Night Shyamalan.
La sceneggiatura è basata su un soggetto liberamente ispirato alla figura di Billy Milligan, un criminale statunitense affetto da disturbo dissociativo dell'identità. James McAvoy interpreta il pericoloso psicopatico, mentre le altre interpreti principali sono Anya Taylor-Joy, Jessica Sula, Haley Lu Richardson e Betty Buckley.
Split fa parte di una trilogia di film diretti dallo stesso Shyamalan, assieme a Unbreakable - Il predestinato (2000) e al sequel Glass (2019).

## Trama
Filadelfia: tre adolescenti, le popolari Claire e Marcia e la problematica Casey, vengono rapite e tenute prigioniere dall'enigmatico Dennis. Egli è in realtà una delle molteplici personalità di Kevin, persona con gravi disturbi mentali insorti presumibilmente a causa di una infanzia molto difficile.
Negli anni la psichiatra Karen Fletcher, che diagnosticò a Kevin una grave forma di disturbo dissociativo dell'identità (e ha identificato ben ventitré personalità distinte, ognuna con caratteristiche diverse, persino fisiche, al punto che, per esempio, addirittura una di esse ha il diabete), è riuscita ad instaurare un rapporto di fiducia con Kevin nonché ad affidare alla personalità più equilibrata, quella di Barry, la capacità di fare entrare il paziente "nella luce" – cioè avere il controllo del corpo – e di relegare lontano "dalla luce" le personalità del violento ossessivo compulsivo Dennis e della maniaca Patricia, colpevoli di terrorizzare le altre personalità raccontando della Bestia. Un recente incidente sul lavoro – due ragazze hanno costretto Kevin a toccare loro il seno per scommessa – ha però risvegliato le personalità iperprotettive di Dennis e Patricia. L’esperienza della donna le fa capire che la personalità con cui parla è quella di Dennis e così la dottoressa inizia ad instaurare un rapporto anche con lui.
Mentre Claire e Marcia vogliono attaccare Dennis, per poi scappare, Casey, che fin da piccola è stata abituata dal padre a cacciare, vuole prima valutare con chi ha a che fare. In breve si accorgono che l’uomo ha più personalità e, quando si mostra con quella di un bambino di nove anni, Hedwig, lei cerca di convincerlo a liberarle, ma lui si rifiuta e, inavvertitamente, rivela che la stanza in cui sono rinchiuse ha un punto debole. Claire lo trova e prova a fuggire, ma finisce per essere punita da Dennis, che la divide dalle altre. Quando poi anche Marcia tenta di fuggire Patricia divide anche lei da Casey. Quest'ultima, rimasta sola, riceve la visita di Hedwig; Casey lo convince a portarla nella sua stanza dove lui le mostra il walkie talkie di Kevin. Approfittando dell'ingenuità del bambino Casey lancia un SOS che però cade nel vuoto.
Dato che il momento di sacrificare le ragazze alla Bestia si avvicina ben quindici personalità di Kevin chiedono alla psichiatra un appuntamento urgente, così la dottoressa va a trovare l’uomo nel posto in cui vive, scoprendo non solo che la Bestia è la ventiquattresima personalità di Kevin che sta per "nascere", ma anche che Dennis ha rapito tre ragazze. Dennis tramortisce la donna e si reca alla stazione ferroviaria dove si trasforma nella Bestia: un essere dotato delle qualità animali delle varie creature che popolano lo zoo dove lavora e vive.
La Bestia, tornata allo zoo, uccide la psichiatra stritolandola e sbrana Marcia e Claire; Casey invece scappa e trova un biglietto della dottoressa che dice come bloccare l'azione delle personalità di Kevin, cioè dire il suo nome per intero: Kevin Wendell Crumb. Casey, raggiunta dalla Bestia, pronuncia il nome completo di Kevin, che così si risveglia e, scoperto cos'è successo, chiede a Casey di prendere il fucile e ucciderlo. Prima che lei possa farlo emergono le altre personalità e alla fine quella della Bestia ha il sopravvento, dopo avere relegato Kevin lontano dalla luce per sempre. Casey fugge nei sotterranei dell'edificio e riesce a sparare; la Bestia non muore e si scaglia ancora contro di lei, ma intravede alcuni segni di violenza sul suo corpo e di colpo si ferma. Anche la ragazza è stata vittima di abusi nella sua infanzia, proprio come Kevin, causati da una persona di cui avrebbe dovuto fidarsi (lo zio divenuto suo tutore legale perché orfana).
La Bestia la lascia vivere affermando che le persone vittime di sofferenza sono "pure". Mentre Casey viene trovata nel seminterrato da uno dei custodi dello zoo e dalla polizia si vedono Dennis, Patricia ed Hedwig che esercitano un controllo permanente sul corpo e sono pronti a scatenare la Bestia quando lo ritengono necessario. Casey, trovandosi da sola con una poliziotta, la guarda determinata, avendo probabilmente la forza di rivelare le molestie che le ha inflitto lo zio nel corso degli anni e di farlo infine arrestare. Nella scena finale, all'interno di un bar, si sente dalla TV una giornalista riferirsi a Kevin Wendell Crumb come l’“Orda”, e tra le persone presenti una ragazza nota delle similitudini con un criminale arrestato quindici anni prima, ma del quale non ricorda il nome. Dietro di lei un uomo ricorda il suo soprannome: l'uomo di vetro.

## Promozione
Il primo trailer è stato diffuso il 27 luglio 2016, sul canale YouTube ufficiale della Universal Pictures.

## Produzione
Il 26 agosto 2015 è stato annunciato che M. Night Shyamalan avrebbe diretto un thriller basato su una sua stessa sceneggiatura e che avrebbe visto Joaquin Phoenix come protagonista. Il 2 ottobre 2015 James McAvoy ha ufficialmente sostituito Phoenix come protagonista, dato che quest'ultimo per motivi di contratto non ha trovato un accordo con il regista. Il 27 ottobre dello stesso anno la Universal Pictures ha affermato che avrebbe prodotto il film e che questo si sarebbe intitolato Split.
La lavorazione del film è iniziata l'11 novembre 2015 a Filadelfia, in Pennsylvania.

## Distribuzione
Il film è stato presentato in anteprima mondiale al Fantastic Fest a settembre del 2016, mentre a novembre dello stesso anno è stato proiettato all'AFI Fest.
La distribuzione del film era stata inizialmente prevista per il 27 gennaio 2017 negli Stati Uniti per poi essere spostata al 20 gennaio. In Italia avrebbe dovuto essere proiettato a partire dal 2 marzo 2017, ma la data definitiva è stata anticipata al 26 gennaio dello stesso anno.

## Accoglienza

### Incassi
Split, prodotto con un budget di 9 milioni di dollari, ne ha incassati quasi 278,5 milioni nel mondo, di cui 138 in patria.

### Critica
Il film è stato accolto da recensioni generalmente positive da parte della critica; alcuni ne hanno elogiato la performance di McAvoy. Sul sito Rotten Tomatoes ottiene il 76% delle recensioni professionali positive, su un totale 125 recensioni, con un voto medio del 6.4/10. Su Metacritic il film ha un voto di 62 su 100, basato sul parere di 47 critici.

## Sequel
Alcuni mesi dopo l'uscita nelle sale di Split il regista M. Night Shyamalan ha diretto e scritto Glass, ovvero il sequel di Unbreakable - Il predestinato e di Split. Il film è uscito nelle sale il 18 gennaio 2019. Nel cast sono tornati Bruce Willis e James McAvoy. Anya Taylor-Joy riprende invece il ruolo di Casey Cooke e Samuel L. Jackson quello di Elijah Price, ovvero l'uomo di vetro (Mr. Glass in originale).